# Zuidlede
Zuidlede är en kanal i Belgien.   Den ligger i provinsen Östflandern och regionen Flandern, i den nordvästra delen av landet, 50 km nordväst om huvudstaden Bryssel.
Omgivningarna runt Zuidlede är en mosaik av jordbruksmark och naturlig växtlighet. Runt Zuidlede är det tätbefolkat, med 369 invånare per kvadratkilometer.